# 시럽

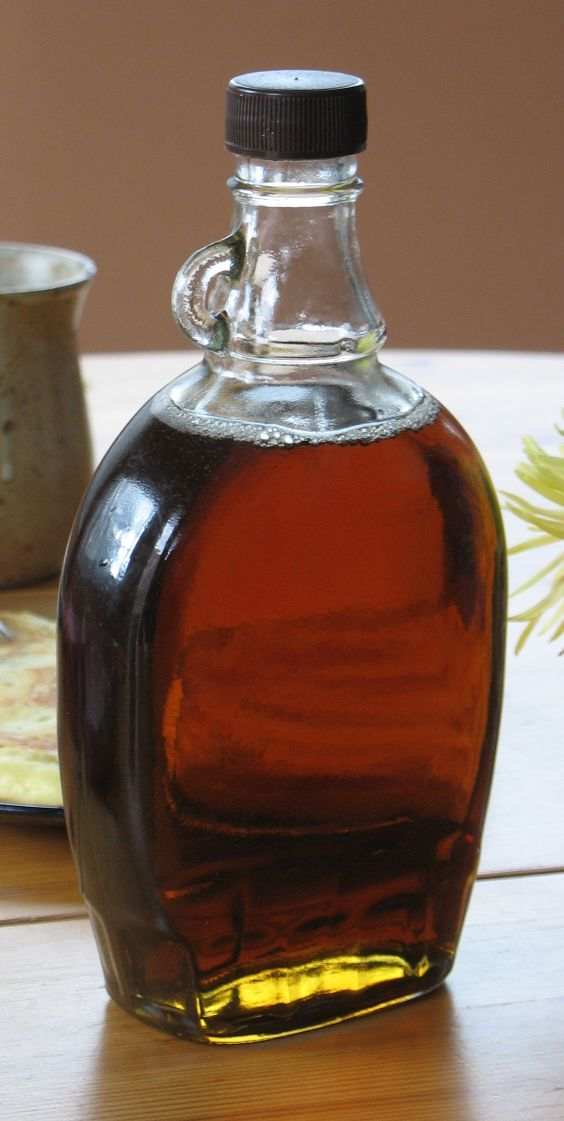
메이플 시럽의 병.

시럽(syrup, 라틴어: sirupus)은 즙에 설탕을 섞은 것을 말한다.

## 활용
과자에 뿌리거나 얹어서 과자의 풍미를 높이며, 커피에 달콤한 맛을 내기 위해 뿌리기도 한다.

## 요리용 시럽
음식을 만들 때 쓰이는 시럽은 다음과 같은 것이 있다.
- 글루코스 시럽
- 옥수수 시럽
- 메이플 시럽
- 고과당 옥수수 시럽: 미국에서 널리 사용[2][3][4][5]
- 골든 시럽

## 시럽에 관한 사건
1. 캐나다 식품검사청, 메이플시럽 등급 및 분류 개정 시행 재안내 (시행일 '16.12.13)[6]
2. 상하이시 식약감독국, 조미품 샘플 6건 부적합[7]
3. 캐나다 I-D Foods Corporation, 주석 검출된 시럽 회수[8]
4. 호주 M.A.D.E. - Museum of Australian Democracy, 보관방법 미표시한 시럽 회수[9]
5. 미국 메이플시럽 생산업자, '메이플' 표시 제품에 대한 단속 요구[10]
6. 미국 컨슈머리포트, 메이플시럽에 대해 알아야 할 다섯가지[11]
7. 12월, 미국산 부적합 식품 24로트 적발[12]
8. 일본 FRESCA, 상미기한 표시 오류로 시럽 자진회수[13]
9. 캐나다 ACH Food Companies, Inc., 이물질 플라스틱 혼입된 옥수수시럽 회수[14]
10. 아르헨티나 ASSAL, 식품표시 위반으로 La Dulce 브랜드의 옥수수 시럽 소비 자제 촉구[15]

## 같이 보기
- 시럽 목록
- 꿀
- 메이플 시럽
- 옥수수 시럽
- 초콜릿 시럽